# عملية أمطار الصيف
عملية "أمطار الصيف" ((بالعبرية: מבצע גשמי קיץ‏) ميفتسا غيشمي كاييتس) تشير إلى سلسلة من المعارك بين المسلحين المقاومين الفلسطينيين والجيش الإسرائيلي خلال صيف 2006، بدافع من العمليات الفلسطينية التي أسفرت عن أسر الجندي الإسرائيلي جلعاد شاليط. وقعت حرب تقليدية شاملة في قطاع غزة، اعتباراً من يوم 28 يونيو 2006. وكانت هذه أول عملية برية كبرى في قطاع غزة منذ تنفيذ خطة إسرائيل لفك الارتباط من جانب واحد بين شهري أغسطس وسبتمبر عام 2005.
كانت أهداف إسرائيل المعلنة في عملية أمطار الصيف منع إطلاق الصواريخ من قطاع غزة باتجاه النقب الغربي، وتأمين إطلاق سراح الجندي جلعاد شاليط، الذي كان قد تم القبض عليه من قبل حركة حماس الفلسطينية يوم 25 يونيو. تم القبض على الجندي على خلفية أعمال العنف بين الجيش الإسرائيلي والجماعات الفلسطينية المسلحة منذ الانسحاب الإسرائيلي من قطاع غزة. وفقاً للإحصاءات التي نشرتها الحكومة الإسرائيلية، فإن 757 صاروخاً من غزة ضرب إسرائيل في الفترة التي أعقبت الانسحاب ونهاية يونيو 2006. قام الجيش الإسرائيلي بالرد عبر نيران المدفعية وغارات جوية. وخلال العملية، فإن وتيرة إطلاق الصواريخ وقذائف على حد سواء زادت كثيرًا. ونفذ الجيش الإسرائيلي توغلات برية عدة في قطاع غزة لاستهداف الجماعات المسلحة وبنيتها التحتية، بما فيها أنفاق التهريب في محور فيلادلفيا. في اليوم الأول من النزاع، قصفت إسرائيل كذلك محطة توليد الكهرباء الوحيدة في قطاع غزة.
في بداية التوغل، قالت إسرائيل إن العملية يمكن أن تنتهي إذا تم الإفراج عن شاليط لكنها أشارت إلى أنه قد استنفدت كل الوسائل الدبلوماسية لتحقيق هذه الغاية والتي اعتبرتها قابل للاستمرار. لعبت مصر دور الوسيط بشأن قضية الإفراج عن الضابط، وفي 15 أغسطس قال مسؤول كبير في حماس أنها لن تفرج شاليط من دون الإفراج عن آلاف الأسرى الفلسطينيين من قبل إسرائيل.
تلت عملية أمطار الصيف، عملية "غيوم الخريف"، التي أطلقت في 1 نوفمبر. لم يتم التوصل إلى اتفاق للإفراج عن شاليط عندما انتهت غيوم الخريف في 26 نوفمبر بإنسحاب إسرائيلي ووقف لإطلاق النار بين حماس وإسرائيل. انهار وقف إطلاق النار بشكل كامل وسط تصاعد الصراع بين حماس وفتح في عام 2007.

## روابط خارجية
عملية أمطار الصيف .. أهداف وتداعيات
موقع France 24
Focus: Israel and the Palestinians – الجزيرة
- Mohammed Abu Arar, 23, and Ashraf Al Muasher, 25, Some of the Palestinian leaders responsible for kidnapping killed
- At least 6 Palestinians killed by Israeli fire
- Arabs to lift aid embargo on Palestinians due to deaths of many civilians caused by israeli attacks and UN veto
- Special: Gaza kidnapping Israeli News – Ynetnews
- Continuing Unrest in Middle East
- www.israel-gaza.com news up dates from the conflict